# Byam Shaw

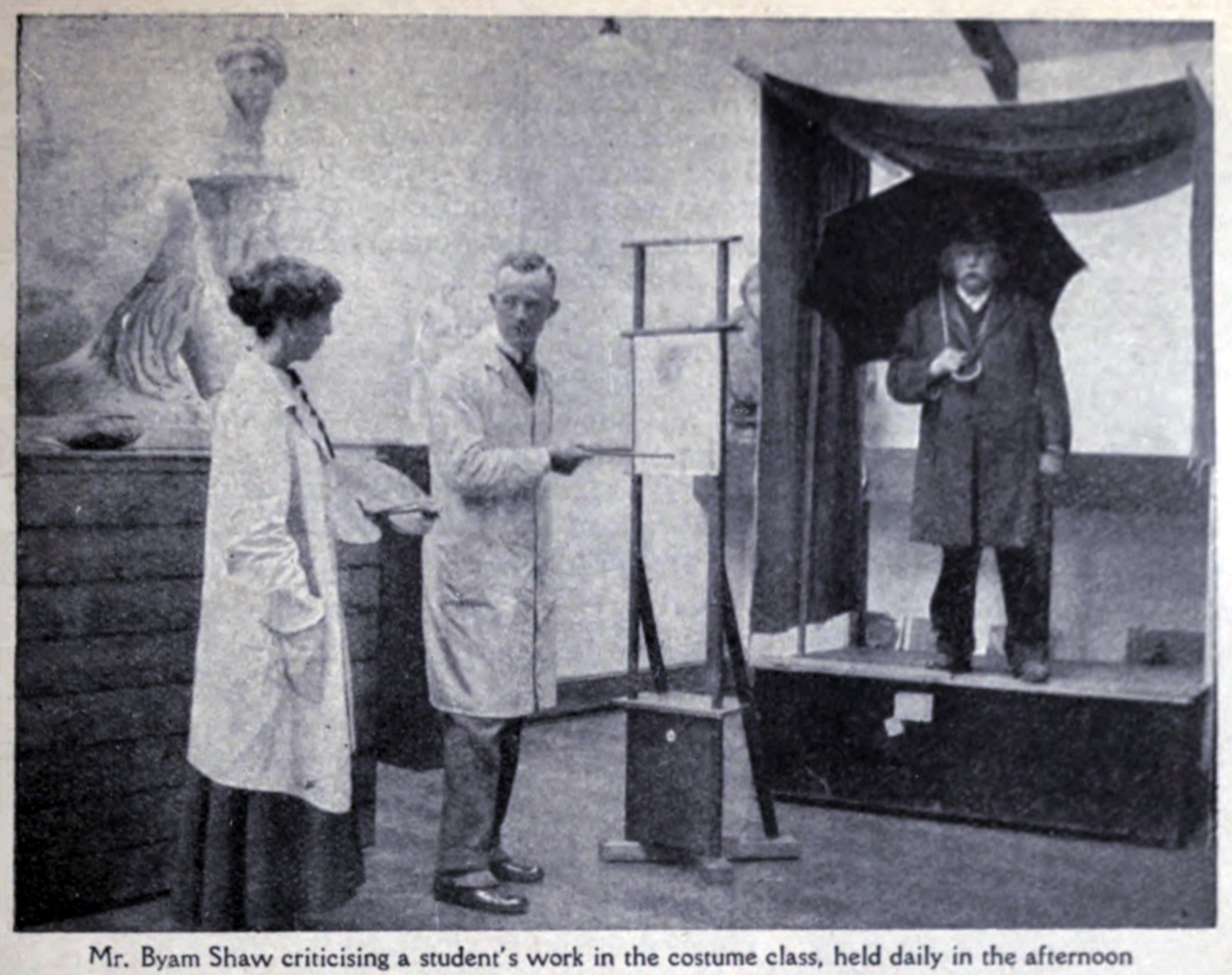
Byam Shaw bekritiseert een studente.

John Byam Liston Shaw (Chennai, 13 november 1872 – Londen, 26 januari 1919), gewoonlijk aangeduid als Byam Shaw, was een in India geboren Brits kunstschilder, illustrator, ontwerper en kunstleraar. Zijn werk werd sterk beïnvloed de prerafaëlieten.

## Leven en werk
Shaw werd geboren in een invloedrijke Engelse familie. Zijn vader was magistraat bij het hoge gerechtshof in Chennai. In 1878 keerde de familie terug naar Londen.
In 1887 herkende de prerafaëlitische kunstschilder John Everett Millais het talent van de jonge Shaw en raadde hem de ‘St John's Wood Art Schools’ aan. Later, in 1890, begon hij een studie aan de ‘Royal Academy of Arts’, waar hij in 1892 een prijs won met The Judgement of Solomon.
Het werk van Shaw stond aanvankelijk sterk onder invloed van de prerafaëlieten. Met name de invloed van Millais is herkenbaar, bijvoorbeeld in zijn schilderij Boer War (1901); als om de associatie met de prerafaëlieten te onderstrepen voorzag hij het werk van een ondertitel naar Christina Rossetti: ‘Last summer things where greener – brambles fewer, skies bluer’.
Andere bekende werken van Shaw zijn The Greatest of All Heroes is One (1905), geïnspireerd door de “grote mannen-theorie” van Thomas Carlyle, en een portret van kunstschilderes Maud Tindal Atkinson onder de titel The Caged Bird (1907).
Shaw werkte zowel met olie als in waterverf, voegde vaak gekleurde stoffen toe aan zijn werk (een novum in zijn tijd) en gebruikte zelfs verguldingstechnieken. Hij maakte verder veel boekillustraties (onder andere bij werk van Edgar Allen Poe en Boccaccio) en ontwierp ook glas-in-loodramen.
Vanaf 1904 gaf Shaw schilderles aan het ‘King's College London’ en nam zijn eigen productie als kunstschilder af. In 1910 richtte hij de ‘Vicat Cole School of Art’ op, later hernoemd tot ‘Byam Shaw School of Art’. Hij werkte in zijn latere jaren veel samen met Eleanor Fortescue-Brickdale, die eveneens aan zijn school doceerde. Tijdens de Eerste Wereldoorlog maakte hij nog oorlogscartoons voor diverse kranten. Kort na de oorlog overleed hij.

## Galerij

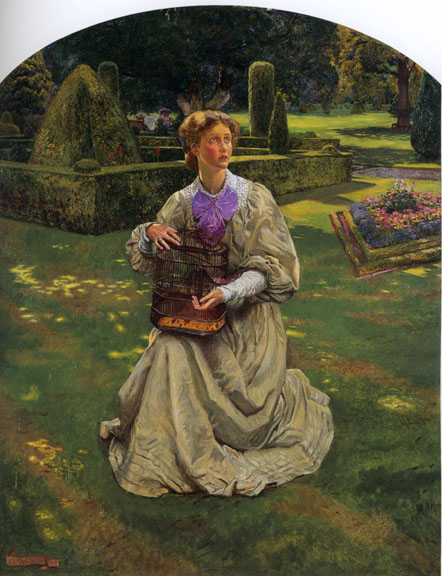
"The Caged Bird", portret van schilderes Maud Tindal Atkinson
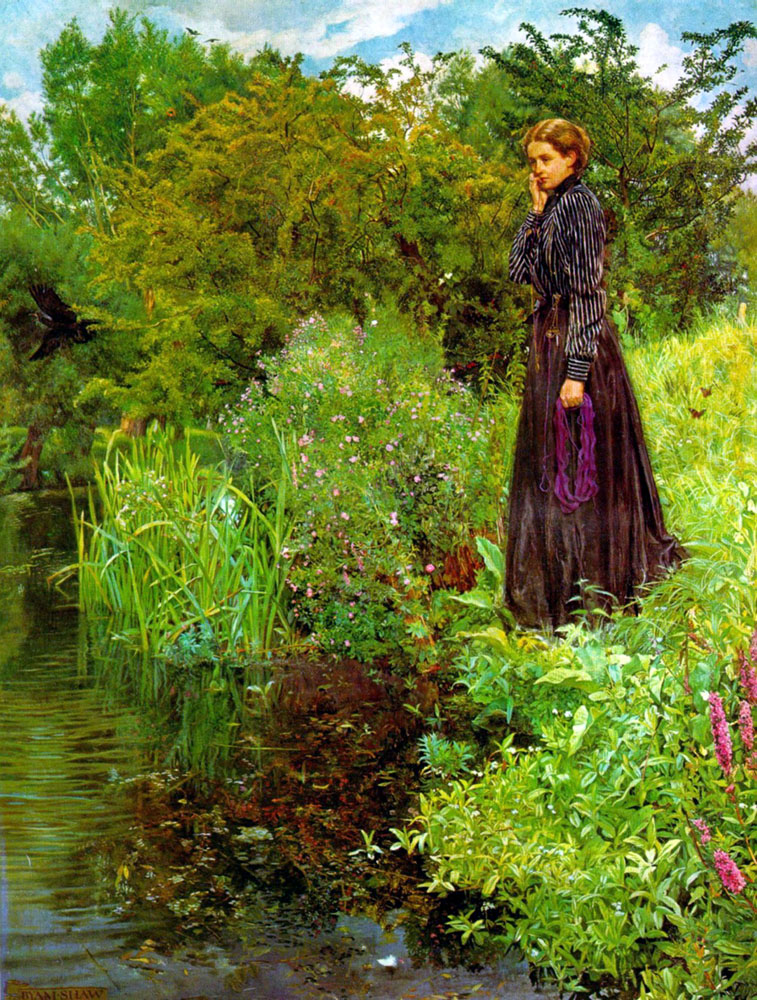
"Boer war", subtitel naar Christina Rossetti: "Last summer green things were greener, brambles fewer, the blue sky bluer"
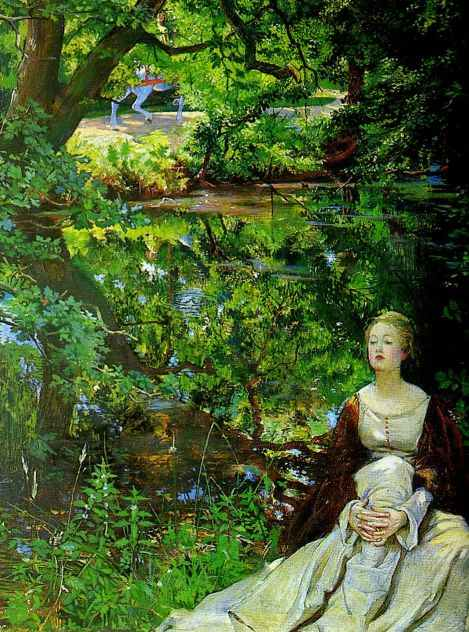
"How Strange a Thing to be What Man Can Know, But as a Sacred Secret!"
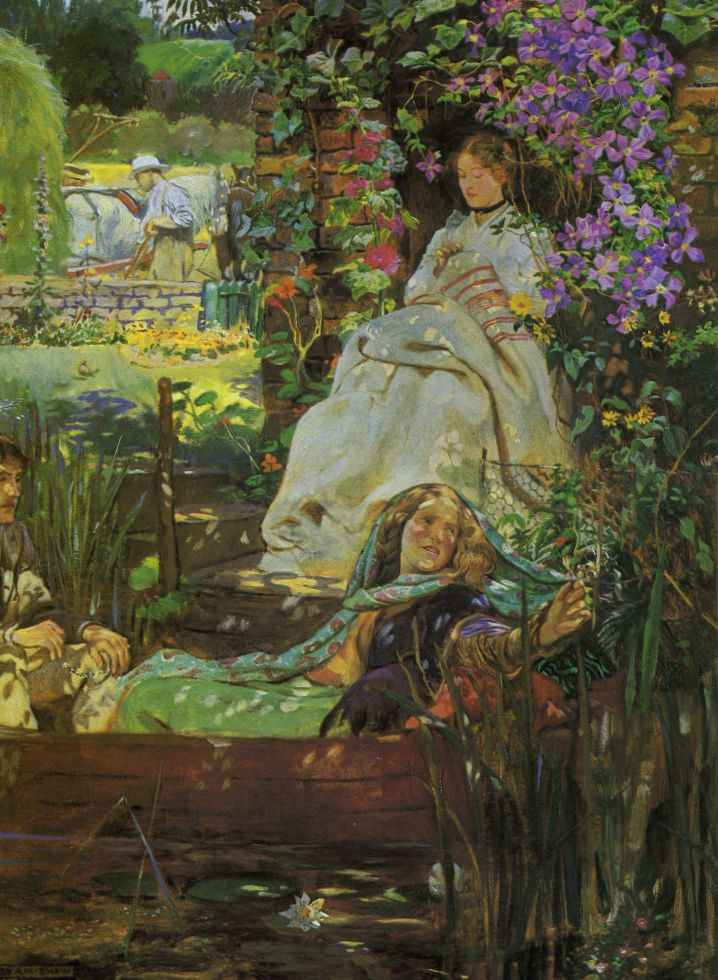
"Truly the Light is Sweet"
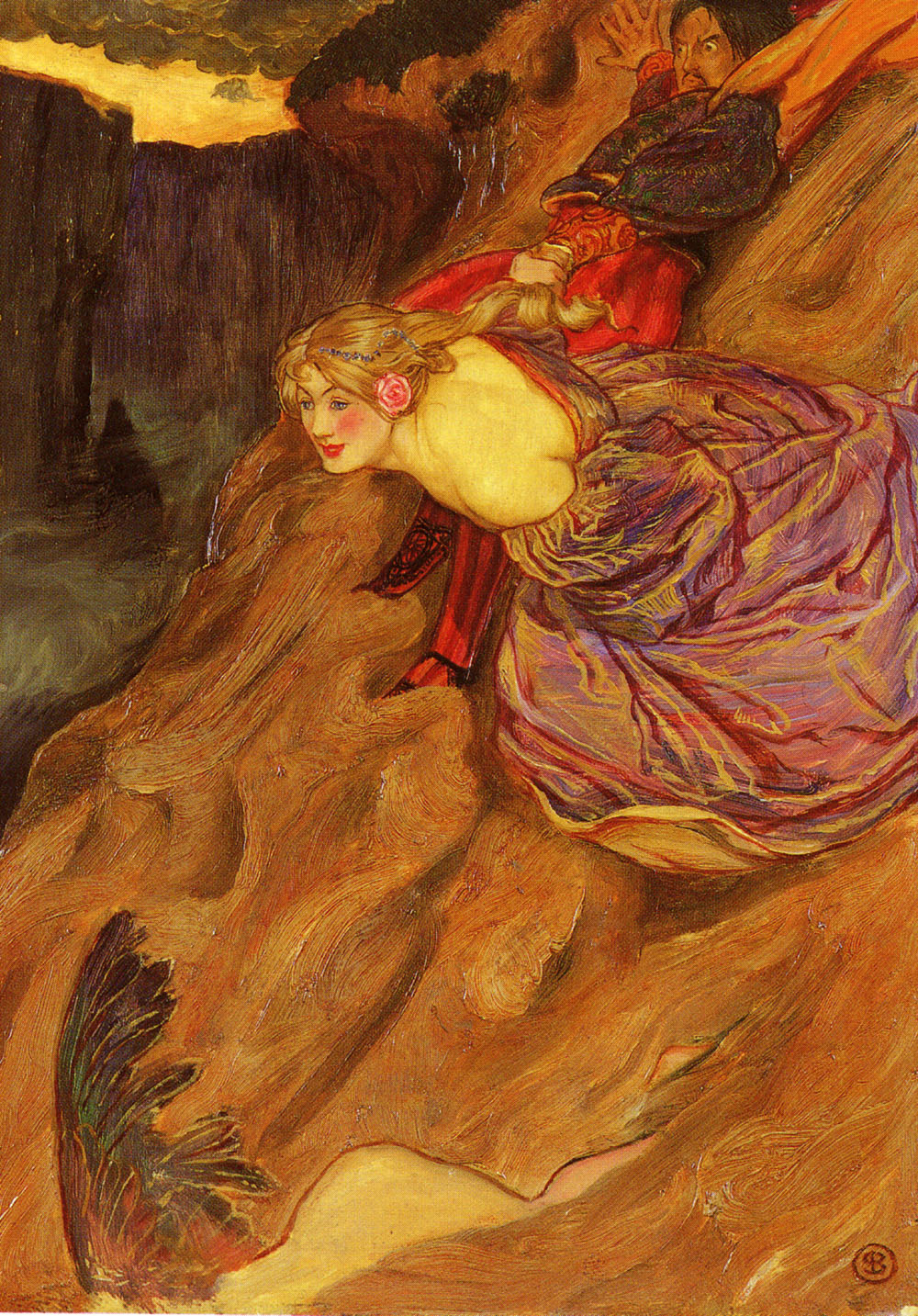
"Amor Mundi"
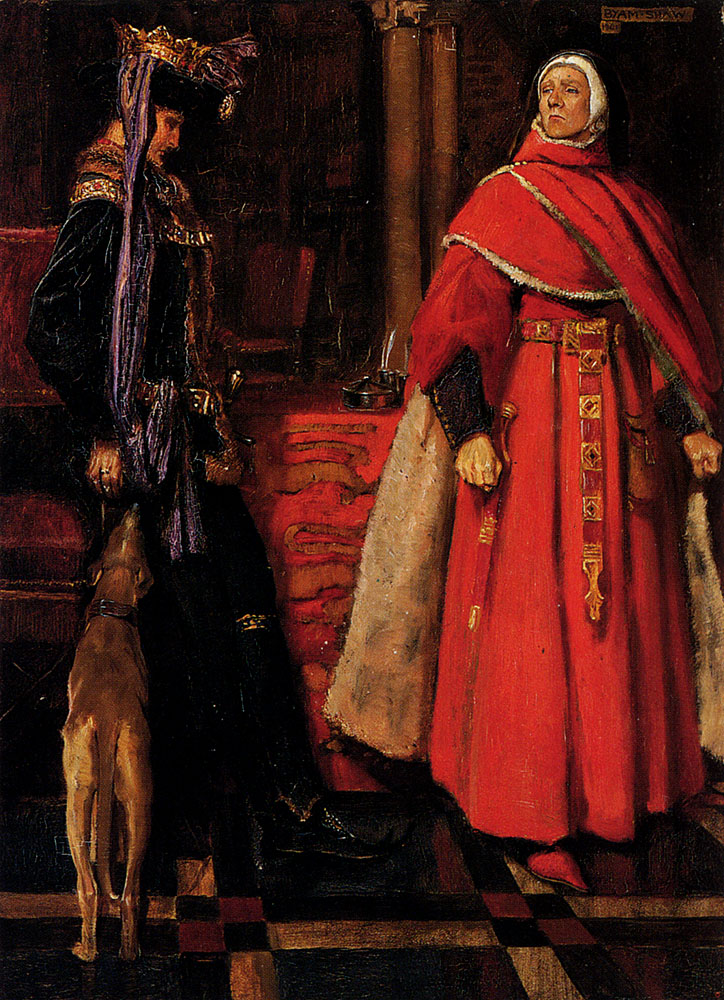
"It Is Better To Hear The Rebuke Of The Wise Than For A Man To Hear The Song Of Foo"
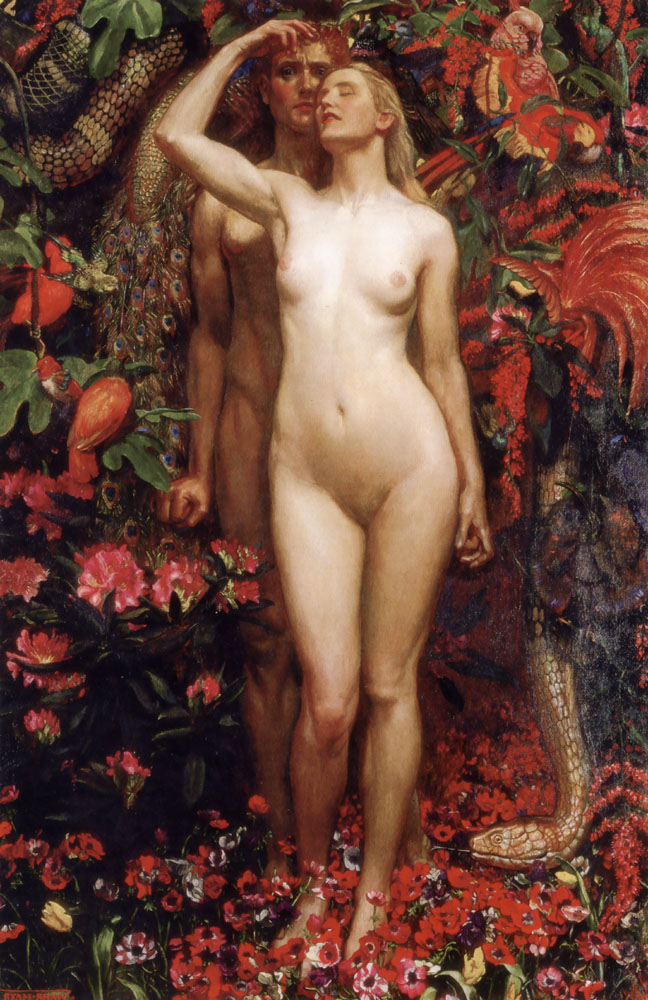
"The Woman The Man the Serpent"
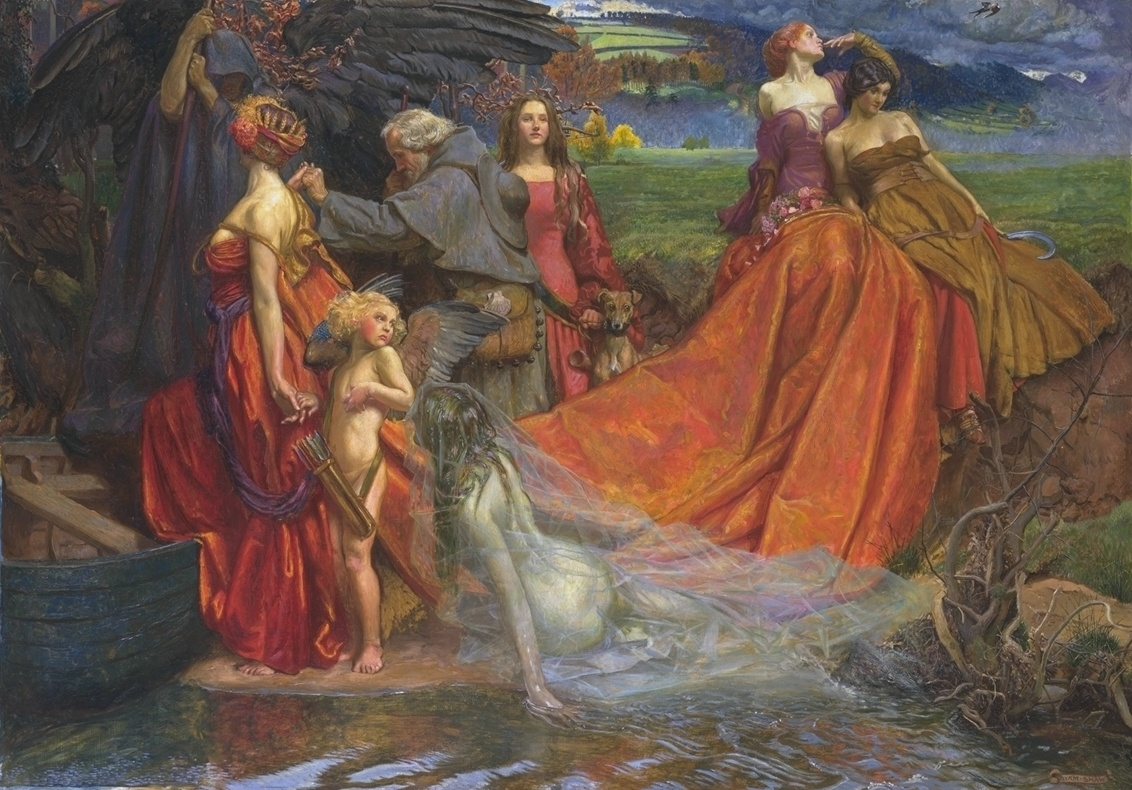
"Now Is the Pilgrim Year Fair Autumn's Charge"
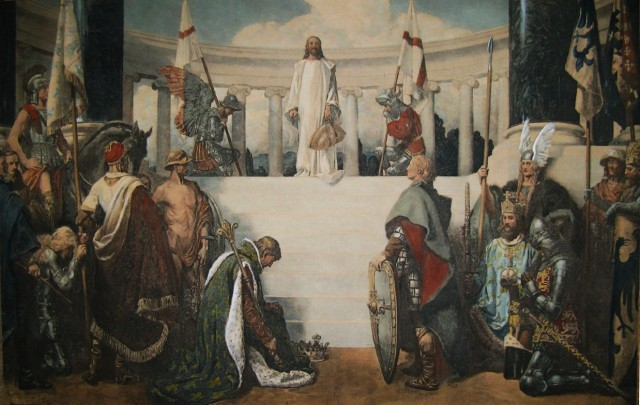
"The Greatest of All Heroes is One"
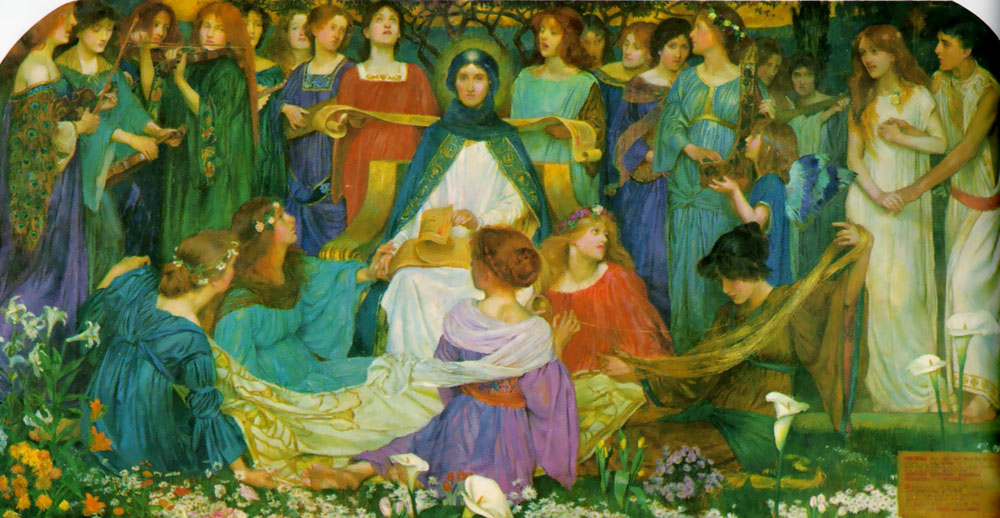
"Circle-wise sit they", naar Dante Gabriel Rossetti's gedicht "The Blessed Damozel"